# 2021年11月中國大陸

## 11月1日
- 商務部印發通知，要求各地保障今冬明春民眾生活必需品供應充足，要求南北各省分別完成蔬菜儲備計劃且及時投放，又鼓勵家庭按需要儲存一定數量的生活必需品。[1]
- 中共中央辦公廳、國務院辦公廳印發《糧食節約行動方案》，要求各地貫徹落實。[2]
- 《個人信息保護法》即日起施行。[3][4]
- 搜尋引擎雅虎即日起終止其在中國大陸的產品及服務，旗下網站Engadget中國版（簡體中文）停止發布內容。[5][6]
- 中國正式提出申請加入《數字經濟夥伴關係協定》（DEPA）。[7][8]
- 教育部建立線上學科類校外培訓機構日常巡查制度。[9]
- 中國工程院院士鍾南山受訪表示，有信心新一輪疫情可在月內受控，又稱中國的「零傳播政策」並非高成本做法。[10][11]
- 北京14名包括709律師家屬在內的區縣人大代表獨立候選人宣布因恐懼和壓力停止參選行動。[12]
- 為應對菜價快速上漲，湖北武漢即日起通過140家商超門店向市場投放限價菜。[13][14]
- 河南省平頂山市公交車司機集體罷工，官方證實是當地公交公司長期拖欠工資所致。[15][16]
- 工信部宣布即日起開展信息通信服務感知提升行動。[17][18]
- 江西鉛山縣發布抗疫倡議書，指當地急需資金善款以及醫用防護服、帳篷、N95口罩等物資。[19]

## 11月2日
- 中国职业网球运动员彭帅在个人新浪微博举报前副总理张高丽在妻子康洁知情的情况下，多次与其发生婚外情，相关内容随后被大幅度删除。[20][21]
- 駐華外國記者協會發聲明，指控中國官方不斷阻撓外媒報導及實地採訪北京冬奧相關新聞。[22][23][24]
- 北京市承認近期為應對2019冠狀病毒病疫情而限制民眾進京等措施「誤傷」部分民眾，並對此深表歉意。[25][26]
- 因應2019冠狀病毒病疫情，河北石家莊全市進入應急狀態[27]；黑龍江省黑河市對51個確診病例居住小區實施「硬封閉」[28]。
- 雲南瑞麗市約200名村民因長期封城導致收入全無，發起示威情願，要求政府提供生活補貼。[29]
- 最高人民法院、最高人民檢察院、司法部日前聯合發布意見稿，擬嚴禁法官、檢察官與律師不當交往。[30][31]
- 字節跳動宣布業務重組，由梁汝波出任執行長，旗下將成立6大業務部門，今日頭條、西瓜視頻等業務併入抖音。[32][33]
- 雲南省體育局局長洪正華因涉嫌嚴重違法違紀被審查調查，據報紀委公布的年齡比原簡歷大兩歲。[34][35]

## 11月3日
- 北京、重慶、河南、江蘇等多地連日出現生活必需品搶購潮，民眾以囤積米、麪、油等為主，部分超市貨架被搶空，多地商務局呼籲市民冷靜。[36][37]
- 國家糧儲局表示，全年豐收已成定局，當前庫存總量充足，處於歷史高位。[38]
- 2021年首個寒潮黃色預警發布。[39]
- 因應2019冠狀病毒病疫情，河北辛集市各小區即日起實行封閉式管理。[40]
- 針對網絡流傳消息指「國防部召回預備役退伍軍人應戰」，解放軍旗下鈞正平工作室發文澄清其純屬謠言。[41][42]
- 工信部通報38款應用程式存在超範圍索取權限、過度收集用戶個人資料、欺騙誤導用戶下載等違規行爲，要求整改。[43][44]
- 顧誦芬、王大中共同獲得2020年度國家最高科學技術獎。[45]
- 國家發展改革委針對關於煤炭保供穩價工作的「失實報導」，約談《期貨日報》。[46]
- 陝西延安寶塔區發生山體垮塌並壓埋民房，造成4人死亡。[47]

## 11月4日
- 福布斯雜誌公布2021年中國大陸富豪榜，鐘睒睒、張一鳴、曾毓群名列三甲，馬雲、馬化騰、許家印排名均下跌。[48][49]
- 因「尋釁滋事罪」入獄的公民記者張展被曝在獄中生命垂危後，無國界記者組織再度發出聲明，呼籲北京當局立即釋放張展。[50][51][52]
- 第四屆中國國際進口博覽會開幕，國家主席習近平出席開幕式並發表主旨演講。[53]
- 針對歐洲議會官方代表團訪臺，外交部表示已向歐方提出嚴正交涉，敦促歐方「糾正錯誤」，避免衝擊中歐關係。[54][55]
- 房企佳兆業集團公布指其擔保的127億元錦恆財富產品出現兌付逾期，同日部分投資人聚集深圳佳兆業總部維權。[56]
- 金龍魚、涪陵榨菜等多家食品公司相繼就漲價計劃作出回應；同期，鹽業公司集體宣布漲價。[57]
- 商标蟑螂[58]北京「无印良品」指控日本「無印良品」在道歉聲明中商業詆毀一案，被北京法院裁定勝訴，日本無印良品須賠償40萬元人民幣。[59][60][61]
- 中國LGBT平權倡導組織「同志平等權益促進會」宣布停止運作。[62]
- 針對近期大型氣爆事故頻發，國務院安委辦下發通知，點名中國燃氣存在突出問題，指要迅速開展專項整治。[63][64]
- 中央紀委點名批評中信集團營銷費用管理使用存在突出問題，包括招待費用過高、違規「吃喝送」等。[65][66]
- 山西河津發生砍人事件，一男子與他人發生口角後當街持刀砍傷3人，隨後被路過司機駕車撞倒。[67]
- 北京地鐵19號線右安門站附近發生坍塌事故，周邊道路實施交通管制。[68][69][需要更多来源]
- 北京市啟動空氣重污染黃色預警，中小學、幼兒園、校外教育機構等停止所有戶外活動。[70]

## 11月5日
- 公安部原黨委委員、原副部長孫力軍涉嫌受賄，被最高人民檢察院正式逮捕。[71][72]
- 國台辦宣布對蘇貞昌、游錫堃、吳釗燮等「極少數台獨頑固分子」實施懲戒，禁止其本人及家屬入境中國，並將終身追究刑事責任。[73][74]
- 國足宣布郭田雨、韋世豪、王上源、尹鴻博4人因家庭原因離隊，高准翼因傷病不能隨隊出征。[75]
- 餐飲公司海底撈在港交所發布公告 （页面存档备份，存于），宣布集團將於2021年底前逐步關閉約300家業績較差的門店。[76][77]
- 自9月19日起失聯的[78]大陸公益人士王建兵與女權記者黃雪琴之家屬收到廣州市公安局的逮捕通知書，指控兩人「煽動顛覆國家政權」。[79][80][81]
- 国家能源局批准了秦山核电站1号机组延续运行，有效期至2041年12月15日[82]。
- 陝西省宣布將全面推進規範民辦義務教育發展，鼓勵民辦義務教育學校交由政府轉為公辦。[83]
- 京津冀及周邊、長三角和東北等地區共85個城市出現PM2.5污染天氣，6個城市出現PM2.5重污染。[84]
- 湖南懷化發生一起重大交通事故，造成2人死亡、2人受傷。[85]

## 11月6日
- 新華社發表過萬字文章《習近平帶領百年大黨奮進新征程》，總結中共中央總書記習近平過去九年執政。[86][87]
- 立冬前夜，中央氣象台升級發布2021年首個暴雪橙色預警，華北廣泛地區出現大暴雪甚至特大暴雪。[88][89]
- 報導指中國國安機關近期認定全球航班追蹤程序Flightradar24提供用戶的設備涉嫌對外輸送重要航空數據，對軍機飛行構成威脅並涉及「間諜行為」，禁止民眾下載。[90][91][92]
- 江西南昌一名豪車女司機涉嫌酒駕被交警攔查時多次稱「叫yu wei（音）過來」引發輿論爭議，當地警方回應稱市內共有6名姓名諧音相同的民警，但均與涉事女子素不相識。[93][94]
- 市場監管總局部署規範「雙十一」促銷經營活動。[95]
- 黑龍江省司法廳黨委書記、廳長趙金成因涉嫌嚴重違紀違法，接受審查調查。[96][97]
- 報導指有民眾接收快遞後「健康碼」變成黃色，需居家隔離並完成兩次核酸檢測。[98]
- 四川廣安武勝縣遭遇7級大風，接近兩萬戶停電。[99]
- 內蒙古榮烏高速公路發生重大交通事故，造成3人死亡、2人受傷。[100]

## 11月7日
- 航天員翟志剛、王亞平先後從天和核心艙節點艙成功出艙。[101]
- 因應2019冠狀病毒病疫情，位在四川成都的西南交通大學要求所有學生原則上不出校門。[102][103]
- 國家電網表示除對高耗能、高汙染企業局部限電外，限電規模接近清零；又指今冬明春「電力保供大戰、大考還在繼續」。[104]
- 中國電子競技團隊EDG電子競技俱樂部在網絡遊戲《英雄聯盟》S11全球總決賽奪得冠軍[105]。晚間湖北武漢有逾2千民眾聚集觀賽，3名組織者被行政拘留。[106]
- 遼寧瀋陽出現歷史罕見的特大暴雪天氣，是1905年以來最強冬季降雪。[107]
- 多位內地維權律師披露其「健康碼」突然變為紅碼或出現程序異常，令他們前往北京、上海等日程受阻。[108][109]
- 民眾反映大連北站高架橋橋墩水泥剝落令鋼筋外露，當地城市管理局次日回應稱已於10月底核實情況並完成維修。[110]

## 11月8日
- 中国共产党第十九届中央委员会第六次全体会议在北京京西宾馆召開，審議《關於黨的百年奮鬥重大成就和歷史經驗的決議》。[111]
- 神舟十三號航天員乘組經過約6.5小時首次出艙活動完成全部既定任務。[112]
- 北京冬奧賽場發生嚴重意外，一名波蘭雪橇選手因賽道突然落閘，導致左腳膝蓋骨裂、右腳被割傷至入骨。國際奧委會表示關注並將展開調查。[113][114]
- 內蒙古通遼連發3次暴雪紅色預警信號，多地降雪量打破紀錄[115]；截止當日雪災已致5609人受災、1人死亡、2245座棚舍受損[116]。
- 因應2019冠狀病毒病疫情，四川成都環球中心實施封控及全員核酸檢測，部分民眾期間逃離封控區，警方介入調查並尋回有關人士。[117][118]
- 國務院發展研究中心召開深圳房地產形勢座談會，佳兆業、萬科和卓越置業等房企與會，表示房企經營環境嚴峻，並指官方「朝令夕改」，有金融機構建議延期或取消房地產稅。[119][120][121]
- 深圳市中級人民法院宣布一例個人破產清算案例，成爲中國大陸首例，當事人將獲免除140餘萬元負債。[122][123]
- 因「尋釁滋事罪」入獄的公民記者張展和香港《立場新聞》分別獲得無國界記者新聞自由獎中的勇氣獎和獨立獎。[124][125]
- 官媒《經濟日報》點名批評老虎證券和富途證券，在未取得中國境內牌照下提供境外股票交易服務，屬於非法金融活動。[126][127]
- 太空探測器天問一號環繞器進入遙感使命軌道，展開火星全球遙感探測。[128]
- 四川大學華西第四醫院主任醫師等3人聯名發表公開信，質疑「時空伴隨」防疫措施耗費衛生資源、引發民眾恐慌。[129][130]
- 針對小額信貸產品「借唄」近日更名為「信用貸」，螞蟻集團回應稱借唄正在逐步推進品牌隔離工作。[131][132]
- 湖北十堰市竹山縣警方就月初一女子晨練時遇害一案通報指，已抓獲涉案男嫌犯。[133]
- 廣東深圳一艘自香港往佛山的貨輪沉沒，全部船員獲救，周邊水上航線受大量貨櫃箱漂浮影響而停航。[134]

## 11月9日
- 四川成都就2019冠狀病毒病本土疫情通報指，當地出現超級傳播者1傳13的特殊案例[135]；四川成都成華區一地調整為高風險地區[136]。
- 證監會下發通報，要求券商不得與網紅合作引流開戶、推銷金融商品與服務。[137][138]
- 山東媒體報導指當地「一名女記者辭職賣地瓜年銷售額近1億元」引發爭議，當地商務局回應指該女子旗下公司系當地電商龍頭。[139][140]
- 2021年國家醫保談判在北京石景山區的銀保建國酒店舉行。[141]
- 自然資源部官員稱中國自然資源「家底」呈現總量多而人均擁有量少、種類豐富而分佈不均衡、質量總體不高等特點。[142]
- 山東省海陽市正式全面投用核能供熱，成為全國首個「零碳」供暖城市。[143]
- 解放軍東部戰區在台海方向進行聯合戰備警巡。[144]

## 11月10日
- 中、美兩國發表關於在21世紀20年代強化氣候行動的格拉斯哥聯合宣言。[145][146]
- 針對美國國會議員乘坐軍機訪問臺灣，外交部稱其嚴重違反「一個中國原則」，已向美方提出嚴正交涉。[147][148]
- 遼寧省特大暴雪、寒潮等歷史罕見天氣結束，被評估為全省一級暴雪災害，刷新多個紀錄，經濟損失超過17億元人民幣。[149][150]
- 香港媒體調查披露，恆大集團主席許家印再度以個人財產抵押其在香港太平山頂的另一座大宅，市值約8億港元。[151]
- 國家發展改革委組織召開虛擬貨幣「挖礦」治理專題視頻會議，強調要嚴查嚴處國有單位機房涉及的「挖礦」活動。[152]
- 由中广核铀业发展有限公司（简称中广核铀业）和哈萨克斯坦国家原子能工业公司（简称哈原工）共同出资建设的乌里宾燃料组件有限责任合伙企业（简称中哈组件厂），在哈萨克斯坦东哈州投产，设计年产200吨核燃料组件。此项目是“一带一路”倡议和哈萨克斯坦“光明之路”计划的标志性项目。[153]

## 11月11日
- 中共十九屆六中全會閉幕，通過中國共產黨第三份歷史決議。[154][155]
- 國家主席習近平以視頻方式出席亞太經濟合作組織工商領導人峰會，並發表主旨演講。[156]
- 雙十一購物節之際，由30萬餘名網民組成的「消費主義逆行者」小組在中國大陸引發廣泛關注。[157][158][159]
- 由於內蒙古、河北等地有寄出的雙十一網購商品被驗出2019冠狀病毒病陽性結果，全國多省緊急追查。有民眾因接觸涉疫快遞令健康碼轉爲黃色，須強制隔離1週。[160][161]
- 臺灣媒體報導指，已故臺灣作家柏楊的遺孀日前拒絕將柏楊著作《醜陋的中國人》摘文選入臺灣國文教材，並將於2024年停止發行該書。[162]
- Google團隊發布報告指8月底發現有國家級黑客組織利用蘋果公司行動作業系統漏洞，對香港一家媒體和一個民主派組織的網站進行「水坑攻擊」並植入惡意程式。[163][164][165]
- 中國移動通信聯合會元宇宙產業委員會正式揭牌，成爲中國首個元宇宙行業協會。[166][167]
- 國家廣電總局發出職業道德和行風建設倡議，要求紀錄片行業從業者嚴格管控對有明星或網紅參與的紀錄片項目投資。[168][169]
- 清華大學研究生院和文科建設處宣布啟動文科博士論文質量全面審查工作。[170]
- 重慶市發生近期以來第二起出租車司機集體罷工事件，原因是出租車營運情況惡劣。[171][需要更多来源]
- 陝西榆林子洲縣一個石油井場發生山崩，造成2人死亡。[172]

## 11月12日
- 江西省上饒市一個封閉管理的疫區有防疫人員擅闖民宅、以鐵棍毆打並撲殺隔離中的寵物狗，揭發事件的民眾收到不明來電要求「刪帖」，引發廣泛爭議[173][174][175]。當地官方回應稱，已責令防疫人員道歉並將其調職，亦取得當事「網民」諒解[176][177]。
- 中國首單特別代表人訴訟案件一審判決，康美藥業被判向5萬多名投資者賠償投資損失約24.59億元。[178]
- 中央財經委員會辦公室副主任韓文秀在中共六中全會發布會表示，要汲取大躍進和人民公社化運動的經驗教訓，強調共同富裕不能「殺富濟貧」。[179][180]
- 因應2019冠狀病毒病疫情，遼寧省大連市要求民眾非必要不出門，居家隔離者須「足不出戶」，不遵守規定者一律納入誠信記錄。[181]
- 法國奢侈品牌迪奧（Dior）在上海舉辦展覽，當中由中國攝影師陳漫拍攝的照片被指「辱華」、醜化亞裔女性形象，引發中國民眾與官媒指摘。[182][183][184]
- 上海華東理工大學有學生進行細菌實驗製造蛋白片段後，兩次接受核酸檢測均呈陽性，其後學校被封鎖，學生被強制隔離[185]，上海當局稱經排查未有發現2019冠狀病毒病本土確診[186]。
- 中芯國際首席執行官在三季度業績交流會上表示，公司的12英寸晶圓產能將在2022年增加兩倍。[187][188]
- 北京冬奧會測試賽的兩名外籍選手被診斷為2019冠狀病毒病無症狀感染者。[189]
- 一艘散貨船在廣東揭陽惠來對開海域沉沒，船上13人全部獲救。[190]
- 上海地鐵1號線發生設備故障導致停運，並伴有巨響和冒煙，乘客經由隧道疏散撤離。[191][192]
- 雲南昭通市威信縣發生4.3級地震，震源深度10千米。[193]

## 11月13日
- 江西政協原副主席肖毅因濫用職權支持虛擬貨幣「挖礦」等嚴重違法違紀行爲，被開除黨籍和公職。[194][195]
- 中央紀委原派駐國家煙草專賣局紀檢組組長潘家華因嚴重違法違紀，日前被開除黨籍。[196][197]
- 國家衛健委專家受訪時指出「動態清零」不等於「零感染」，稱其能以最小的社會成本獲取最大的防控成效。[198][199]
- 因應2019冠狀病毒病疫情，北京市宣布自11月17日起嚴格限制14日內曾到訪有1例或以上本土確診縣市的人員進入或返回北京。[200][201]
- 教培機構學而思宣布義務教育學科類校外培訓將於2021年底截止，將全面轉型素質教育。[202]
- 湖北武漢一名女子墜樓身亡，該女子生前曾反映因指出老人遛狗不拴繩而被人圍堵和毆打。警方介入調查。[203][204]
- 天津交通廣播就播出事故發出道歉信，涉事主持人已被停職。[205]
- 曾在蘇伊士運河擱淺的貨櫃船長賜號在山東青島的維修完成，重新啟航。[206]

## 11月14日
- 國家網信辦發布意見徵求稿，擬規定數據處理者在國外或香港上市時須向國家網信部門申報網絡安全審查。[207][208]
- 「中國史上最大銀行貪污案」三名主犯中最後一名在逃嫌犯、原中國銀行開平支行行長許國俊，在外逃20年後被強制遣返回中國。[209][210]

## 11月15日
- 北京證券交易所正式開市，首日成交額約95.73億元人民幣。[211][212]
- 國新辦發言人表示，中國經濟出現的停滯性通貨膨脹是受疫情和汛情等因素的短期衝擊所造成，屬於「階段性狀況」。[213][214]
- 旅遊博主李奇賢因侵害英雄烈士名譽、榮譽罪在新疆皮山縣人民檢察院一審被判有期徒刑七個月，並被責令公開賠禮道歉。[215]
- 針對日前一名《經濟學人》駐港記者的工作簽證被香港政府拒絕續簽，外交部回應稱香港特區政府有權就簽證申請作出決定。[216][217][218]
- 中國小動物保護協會、它基金等多家公益組織呼籲建立全國性家養寵物隔離制度。[219][220][221]
- 麥肯錫公司發表報告，指全球財富在過去20年成長了兩倍多，其中中國的財富淨成長佔約三分之一，超過美國成為世界之最。[222][223]
- 紅色通緝犯、原武漢市黃陂區區長徐進貪污受賄案宣判，沒收其780畝土地使用權、8套房產等違法所得財產。[224]
- 教育部發布指南，加強義務教育階段校外培訓項目分類鑑別，以貫徹「雙減」政策。[225][226]
- 江蘇省啟東市一所小學3名女學生集體墜樓，當中1人危重，原因未明[227]；事後當地官方要求學校附近的書店下架修仙、玄幻類小說[228]。
- 線上遊戲《堡壘之夜》（Fortnite）關閉中國伺服器，正式退出中國遊戲市場。[229][230]
- 山東國企浪潮集團被曝出在辦公室掛上鼓勵加班的標語，事後多名員工披露公司壓榨員工的內幕，引發廣泛爭議，當地官方介入調查。[231][232]
- 安徽省馬鞍山市發生一起特大交通事故，造成至少8人死亡、8人受傷。[233]

## 11月16日
- 國家主席習近平和美國總統拜登的首個視頻會晤舉行。[234][235][236]
- 中共第三份歷史決議《中共中央關於黨的百年奮鬥重大成就和歷史經驗的決議》全文及有關說明發布。[237][238]
- 因應2019冠狀病毒病疫情，遼寧大連單日新增14個中風險地區。[239]
- 受2019冠狀病毒病疫情擴散影響，河南、黑龍江、吉林、遼寧、福建等省多所大學院校宣布寒假放假時間提前5至14天。[240]
- 中、美宣布達成協議，放寬針對雙方記者在兩國的限制。[241][242]
- 德國駐華大使館向中國外交部提出交涉，要求立即釋放因「尋釁滋事罪」入獄的公民記者張展。[243]
- 恆大集團董事局主席許家印據報變賣個人資產，已向恆大集團注入至少70億元人民幣現金，並將持續出售其他奢侈品資產。[244][245][246]
- 萬科集團於內部倡議「縮衣節食」和打造「戰時氛圍」，要求做到「該省的每一分錢都要省」。[247][248]
- 元宇宙概念股在中國大陸持續上漲之際，15天內至少9家元宇宙概念股企業收到交易所的關注函或監管函。[249][250]
- 國家互聯網信息辦公室要求，各類網站和平台不得轉載稿源單位資格被凍結單位所發布的新聞信息。[251][252]
- 國家衛健委發布九項準則，要求各地就準則加強對醫療機構的評審巡查，包括不收受患方「紅包」、企業回扣、捐贈等。[253][254]

## 11月17日
- 早前自曝曾遭前國務院副總理張高麗性侵的網球運動員彭帥下落不明之際，官媒CGTN發布一封據稱是彭帥寫給國際女子網球協會(WTA)主席的電郵，表示她安全在家，又稱性侵指控不實，引發各方質疑[255][256]；美國、英國、歐盟、聯合國等對事件深表關切[257][258][259]。
- 13時54分，江蘇鹽城大豐區海域發生5.0級地震，震源深度17千米，上海、南京等地有震感。[260]
- 歌手曲婉婷之母、黑龍江哈爾濱落馬官員張明杰受賄、濫用職權案一審宣判，判處無期徒刑。[261]
- 康美藥業原董事長、總經理馬興田等12人操縱證券市場案一審宣判，其中馬興田被數罪併罰判處有期徒刑12年。[262]
- 江西省贛州市中級人民法院通報當地一名大學生因販賣「翻牆」軟件牟利而被判刑2年6個月，並警告民眾「翻牆」看綜藝節目、查詢資料也屬違法行為。[263][264]
- 百度網盤、騰訊微雲等8家雲端硬碟企業簽署自律公約，承諾年內為用戶提供無差別的上傳或下載速率服務。[265]
- 法國護膚品牌巴黎歐萊雅因早前雙十一產品的預售和現售價格差異引起虛假宣傳的質疑，向消費者致歉並提供補償。[266][267]
- 恆大集團發布公告 （页面存档备份，存于）宣布出售恒騰網絡集團全部股權，恆騰網絡 （页面存档备份，存于）股價早間飆升。[268]
- 恆大集團旗下房產、汽車交易平台「房車寶」多個區域公司據報因資金及業務收縮等原因，已幾近解散。[269][270]
- 佳兆業集團旗下券商佳兆業金融宣布暫停服務中國大陸客戶，要求在11月19日前轉出其在公司的所有資產。[271]
- 騰訊內容開放平台因應爭議，宣布終止「黎明計劃」並向創作者致歉。[272]
- 遼寧大連有民眾在網上發布「不希望大連疫情停止」等言論，同日被當地警方傳喚並行政拘留。[273]
- 就比亞迪一名長期值夜班的員工11月5日猝死在出租屋一事，企業同意一次性支付死者家屬20萬元，達成協議。[274]
- 國美集團一份針對員工上班「摸魚」行爲的內部處罰通報引發熱議後，集團回應稱「過度摸魚」不可取，並指會就內部文件外泄進行追責。[275]
- 一個由內蒙古寄往香港的包裹包裝對2019冠狀病毒病病毒檢測呈陽性，收件人並未受到感染。[276][277]
- 23時36分，四川宜賓市珙縣發生4.7級地震，震源深度13千米。[278]

## 11月18日
- 國家反壟斷局在北京正式掛牌，甘霖出任首任局長。[279]同日，《国务院反垄断委员会关于原料药领域的反垄断指南》发布，一些企业因原料药（如维生素D2、扑尔敏、氯解磷定等）垄断行为受罚。[280]
- 針對「彭帥與張高麗性醜聞」後彭帥下落不明引發的擔憂，一名官媒CGTN記者晚間在推特發布3張據稱是彭帥最新發布的微信朋友圈照片，進一步引發質疑。[281][282]
- 菲律賓指控中國海警16日在南海以水炮非法阻攔菲律賓的兩艘軍用物資補給船，並向中國駐馬尼拉大使和中國外交部表達「最強烈的憤怒與譴責」。[283][284]
- 針對駐立陶宛台灣代表處正式掛牌成立，中國外交部同日發文批評立陶宛違反「一個中國」原則，表示強烈抗議和堅決反對。[285][286]
- 2021年兩院院士增選結果正式揭曉，共有149人當選。[287]
- 針對臺灣空軍成立首支F-16V戰機聯隊，外交部批評「台獨」分裂勢力所作所為只是以卵擊石。[288][289]
- 原定即日起在馬來西亞上映的中國電影《長津湖》早前引發當地民眾強烈反對後，未能通過當地電影檢查局審核。[290][291]
- 湖南常德市委書記楊懿文與其妻李湘江同日因涉嫌嚴重違紀違法，接受審查調查。[292][293][294]
- 公安部公布修訂版《公安機關人民警察誓詞》，「做到對黨忠誠」一語變更為「擁護中國共產黨的絕對領導」。[295][296]
- 湖南張家界武陵源區正式成立元宇宙研究中心，引發炒作質疑。[297][298]
- 20時42分，寧夏銀川市靈武市發生4.0級地震，震源深度19千米。[299]

## 11月19日
- 針對美國總統拜登表示正考慮外交抵制北京冬奧會，外交部回應指，新疆事務純屬中國內政，不容干涉。[300][301]
- 國際女子網球協會(WTA)就彭帥事件要求中國政府展開進行公開透明且完整的調查，並表示WTA不惜退出中國市場[302][303]。聯合國同日要求見到彭帥的下落及是否平安的證據，並要求中國當局對她的性侵指控進行充分且透明的調查[304]。
- 內地媒體梳理《中國統計年鑑2021》指出，2020年全國人口出生率為8.52‰，首次跌破10‰，創下43年來新低。[305][306]
- 首屆中國網絡文明大會網上內容建設論壇在北京舉行。[307]
- 河南安陽9月20日發生的狗隻傷人民事糾紛和解，身爲市場監管人員的犬隻主人向受傷老人道歉，並被停職。[308][309]
- 中、俄兩國空軍在亞太地區實施聯合空中戰略巡航，同日9架中俄軍機飛入韓國防空識別區。[310][311]
- 恆生公司宣布將恆大集團剔出恆生中國企業指數成份股，並將信達生物製藥納入國企指數。[312][313]
- 國務委員兼外交部長王毅與日本新任外相林芳正通電話[314]，據報王毅邀請林芳正訪華[315]。
- 針對日前上海市長寧區部分學校下發的心理健康問卷調查頻繁出現「自殺」等字眼引發家長爭議，當地教育局致歉並停用該問卷。[316][317]
- 王小洪出任公安部黨委書記，取代趙克志。[318]
- 路透社因日前在報導中使用的配圖引發中國民眾不滿，致信《環球時報》道歉。[319]
- 人民網刊文點名多個「劣跡網紅」，指他們「審醜、審怪」帶歪社會風氣，表示要堅決抵制他們復出、「興風作浪」。[320][321]
- 杭州野生動物世界金錢豹逃脫重大責任案一審宣判，被告六人以重大責任事故罪分別判處2年至1年2個月不等有期徒刑，並宣告緩刑。[322]

## 11月20日
- 《人民政協報》報導指，兩岸統一後台灣民眾每年收入或可提高2萬多元新台幣[323]；台灣陸委會22日回應指有關言論是「夏蟲語冰、貽笑大方」[324]。
- 北京市向各供熱單位發布供熱「升溫令」，要求確保氣溫下降期間室溫不下降。[325]
- 菲律賓總統參選人拉克森（Panfilo Lacson）登上位於南海的中業島，以宣誓主權。[326]
- 據統計，自11月12日康美藥業五名獨立董事合計被罰數億美元後，截至當日已有至少23家上市公司發布了24名獨董的辭職公告。[327][328]
- 联合国儿童基金会驻华代表处发布世界儿童日主题曲《在未来》，由联合国儿童基金会大使王源作词作曲并演唱，同日，联合国儿童基金会驻华代表处发布歌曲MV。

## 11月21日
- 外交部宣布，中國決定將與立陶宛的外交關係降低至代辦水平。[329][330]
- 彭帥與張高麗性醜聞引發關注之際，國際奧委會發布聲明稱其主席巴赫等代表與彭帥進行影片通話，引述彭帥稱自己安全且希望隱私受到尊重，惟引發各界批評和進一步質疑[331][332][333]。
- 江蘇鹽城一名女子在網絡實名舉報，稱早前其家屬被打為「黑社會」後自己流離失所、負債纍纍，指自己因有關案件被迫跟當地亭湖區人民法院政治部副主任羅真陪酒、成為其「玩物」，羅真同日停職接受調查。[334][335]
- 《中國紀檢監察報》刊發文章，揭露已被「雙開」的昆明市強制隔離戒毒所原黨委書記、所長陳波「搞一言堂」的部分細節。[336][337]
- 18時51分，四川宜賓市長寧縣發生4.6級地震，震源深度11千米。[338]

## 11月22日
- 遠東集團在中國大陸5個省市投資的企業被指涉及一系列違法行爲[339]，被開罰至少4.74億元人民幣[340][341]。國台辦回應事件稱絕不允許「台獨」支持者在中國大陸牟利[342]。
- 國家主席習近平在北京以視頻方式出席並主持中國—東盟建立對話關係30週年紀念峰會。[343]
- 國務院總理李克強在上海召開地方政府座談會，指中國經濟面臨新的下行壓力，強調要實事求是，避免運動式、冒進式、一刀切措施。[344]
- 早前進入雲南哀牢山深處後失聯8天的4名中國地質調查局隊員被找到，均已遇難。[345]
- 「人人影視字幕組」侵權案一審宣判，梁永平因侵犯著作權被判處3年6個月有期徒刑。[346]
- 網絡主播雪梨、林珊珊因偷逃稅款，被追繳稅款、加收滯納金並處罰款分別共計6555萬和2767萬元。[347]
- 湖南一名網絡主播月前在山東汶上直播自殺後，其骨灰被當地殯儀館調包配冥婚，3名涉案嫌犯被行政拘留。[348]
- 大陸商人汪小菲與臺灣藝人徐熙媛（大S）證實離婚，未來將共同撫養子女。[349]
- 福州海關日前查獲418具走私入境且陳舊生鏽的二手胃腸鏡，且已流入上海等15個省份的數百家醫院。[350]
- 江西南昌贛江新區一棟企業宿舍樓發生坍塌事故，造成4人死亡。[351]
- 內蒙古呼和浩特市一小區發生管道燃氣洩漏引發爆炸，造成最少1人死亡、14人受傷。[352][353]
- 湖南益陽發生一起重大交通事故，造成3人死亡、1人受傷。[354]

## 11月23日
- 中國外交部首次正面回應彭帥與張高麗性醜聞，指希望「某些人」停止惡意炒作，又指事件不應被政治化[355]。此回應未有出現在官方公布的文稿中[356][357]。
- 中國演出行業協會公布新一批共88人的「網路主播警示名單」並下發各平台予以封禁，當中首次納入違法失德藝人，包括吳亦凡、鄭爽、張哲瀚3人。[358][359]
- 中央網信辦發布通知，提出建立負面清單，嚴防違法失德明星藝人轉移陣地「曲線復出」。[360][361]
- 美國一艘勃克級驅逐艦通過台灣海峽國際水域，外交部同日呼籲美方糾正錯誤、停止尋釁滋事。[362][363]
- 中國外交部表示，國家主席習近平近日邀請俄羅斯總統普京出席北京冬奧會開幕式，普京已經「愉快地」接受邀請。[364][365]
- 河南安陽就當地早前犬隻傷人事件通報指，已將當事公職人員撤職，並對當地市委等四個單位作出深刻檢查[366]。當地同日召開黨員幹部警示教育整頓大會，反思當地官員各種問題[367]。
- 河南新鄉封丘縣一所中學30多名學生飯後集體嘔吐腹瀉，校長受訪時哭訴，因爲該校送餐公司是「教育局招標」而無法更換，引起爭議。[368]
- 中共中央、國務院、中央軍委宣布為航天員聶海勝、劉伯明、湯洪波頒發航天功勳獎章。[369]
- 工信部宣布，日前聯合公安部約談阿里雲及百度雲企業負責人，督促落實防範治理電信網絡詐騙工作要求。[370]
- 中國攝影師陳漫因應其九年前拍攝的作品月初在迪奧(Dior)展覽展出後被指「醜化亞裔和中國女性」，向公眾道歉；迪奧官方同日澄清涉事作品並非其商業廣告。[371][372][373]
- 廣東東莞南城一名吳姓男子因編造傳播「清溪老夫少妻」等虛假信息誹謗他人，被當地警方刑事拘留。[374]
- 浙江金華開發區一個在建工地發生鋼結構架倒塌較大事故，造成6人死亡、6人受傷。

## 11月24日
- 針對美國將邀請台灣參加12月舉行的民主峰會，中國外交部表示堅決反對。[375][376][377]
- 《華爾街日報》報導指，中國前副總理張高麗曾負責籌辦北京冬奧，早已和國際奧委會主席巴赫建立聯繫。[378][379]
- 國台辦表示，中國大陸正在規劃和推動兩岸交通基礎設施建設相關工作，其中福州至台北的高鐵支線建設已完成規劃。[380]
- 《中共中央、國務院關於加強新時代老齡工作的意見》發布。[381][382]
- 16時許，電影《長津湖》總票房達到56.92億，成爲中國影史最高票房。[383]
- 字節跳動旗下「大力教育」多個平台均在近期開展裁員，月內將辭退近2千人，其中清北網校的課程將於年底結束。[384][385]
- 即日起騰訊旗下所有應用程序將暫停版本更新，以配合工信部對更新版本進行技術檢測。[386]
- 內地媒體報導，恆大集團位於廣州足球俱樂部的地塊已被收回，準備重新拍賣。[387][388]

## 11月25日
- 中國駐立陶宛大使館在官方網站宣布由於「技術原因」已經暫停其領事業務，惟該聲明在半小時內就被移除[389]。翌日該大使館更名爲代辦處[390][391]。
- 2021中國網絡媒體論壇在廣州舉行，中宣部副部長慎海雄在開幕式指出，中國媒體有責任、有義務破除西方媒體長期形成的「話語霸權」。[392][393]
- 因應2019冠狀病毒病本土疫情，位於上海市浦東新區和青浦區的三個社區調整為中風險地區，當晚起上海20多家醫院相繼停診。[394][395]
- 彭博新聞引述消息指，國家網信辦以安全疑慮為由要求滴滴全球股份有限公司擬出計畫，從美國證券交易所下市。[396][397][398]
- 針對太平洋島國所羅門自24日起爆發遊行示威和騷亂燒毀當地唐人街[399]，中华人民共和国外交部表示嚴重關切，並支持所羅門當局止暴制亂[400]。
- 上海、浙江的人大常委會均通過修改人口與計劃生育條例，延長法定產假。[401][402][403]
- 中华人民共和国外交部敦促日本支持北京冬奧會，並稱日本應有基本的信義。[404][405]
- 河南鄭州一名18歲女子與其23歲丈夫懷有八胞胎的消息引發熱議，醫院方指是因女子不當使用排卵藥物導致多胎妊娠。[406]
- 能源與清潔空氣研究中心（CREA）發布研究指出，中國2021年度第三季的碳排放量自疫情後生產活動復蘇以來，首次下降。[407]
- 外交部表示，在中方建議下，國際原子能總署24日將美、英、澳核潛艇合作列為正式議題進行討論。[408][409]
- 北京市正式開放國內首個自動駕駛出行服務商業化試點，由百度和豐田汽車投資支持的小馬智行取得試點許可。[410][411]
- 山西省吉縣一在建鄉村道路發生較大塌方事故，造成3人死亡、1人受傷。[412]

## 11月26日
- 浙江溫州市人民檢察院以涉嫌開設賭場罪，批准逮捕澳門太陽城集團主席周焯華。[413][414]
- 內地媒體報導指，自2022年3月1日起，微信和支付寶個人收款碼不能用於經營收款，引發各界關於行動支付的關注。[415][416]
- 中國移動、建設銀行和中國石油等至少9家國企周內以安全問題為由，限制員工使用騰訊旗下的即時通訊軟件微信。[417][418]
- 因應2019冠狀病毒病本土疫情，江蘇徐州公布緊急防疫對策，全市學校停課，軌道交通停運，倡導民眾非必要不離市。[419]
- 針對美國國會議員團25日訪問臺灣，中國外交部奉勸美方不要「打臺灣牌」。[420][421]
- 就近期河南發生的「逍遙鎮」「潼關肉夾饃」商標糾紛，國家知識產權局指其屬於普通商標，註冊人並不能據此收取加盟費。[422]
- 外交部和中國駐剛果民主共和國使館就多名中國公民據報24日在當地遇襲死亡及失蹤，要求當地政府核實事件並保障中國公民安全。[423]
- 北京市人大常委會表決通過條例，規定全市公共場所標誌須使用「規範漢語」標識，並同步使用外語標識，惟不得單獨使用外語。[424][425]
- 北京維權律師梁小軍接到北京市司法局吊銷執照事先通知書，指他公開支持法輪功、醜化抹黑制度原則，他表示已提出聽證要求。[426][427]

## 11月27日
- 中國乒乓球選手梁靖崑在2021年休斯敦世乒賽疑似遭到種族歧視，國際乒乓球聯合會翌日發聲明指強烈反對一切形式的種族主義。[428][429]
- 2022年度公務員招考筆試舉行，共142.2萬人出席考試，參加考試人數與錄用計劃數之比約為46：1。[430]
- 中國籃球員郭艾倫發布網文舉報南京財經大學一名教師發表不當言論侮辱中國歷史，翌日校方通報證實情況並將該教師調職。[431][432]
- 即日起，廣州一所高校出現急性胃腸道症狀的學生異常增多，後證實出現諾羅病毒疫情，校內最少18人確診、315人接受隔離。[433]
- 針對河南新乡封丘縣学生餐后呕吐腹泻事件，當地教体局副局长等4人被立案调查。[434]

## 11月28日
- 被吉林警方懸賞70萬人民幣的朝鲜籍越獄犯朱贤健逃亡41天後被警方抓获[435]。此前有當地居民因為長相酷似朱賢健，3天內被警方拘捕了5次[436]。
- 中國工程院院士鐘南山指出，2019冠狀病毒Omicron毒株對防疫工作帶來更多挑戰，但當前不會採取較大行動。[437][438]
- 因應2019冠狀病毒病本土疫情，內蒙古滿洲里全市停航停運、嚴禁民眾出城[439]，全市開展大規模核酸檢測，檢出陽性樣本60份[440]。
- 法國國際廣播電台援引核電行業人士指，中國台山核電廠有70多根燃料棒嚴重破損，遠超早前公布的數字，很可能是鍋爐設計失誤所致。[441]
- 中紀委國監委網站發布文章，指2021年已有多名中國共產黨員因「違規擁有非上市公司股份」遭到查處，並指已在多地展開專項整治。[442][443]
- 解放軍派出27架軍機進入台灣西南防空識別區，其中首次出現運油20空中加油機。[444]
- 浙江杭州一名網名為「鹿道森」的攝影師在網上發布遺書，提到自己因家庭、性格和形象問題長期遭受霸凌，其遺體於12月1日在舟山被尋獲，事件引發廣泛關注。[445][446][447]

## 11月29日
- 針對歐美多國政客近期呼籲外交抵制北京冬奧會，官媒環球時報援引知情人士稱，中國從未邀請美國政客出席北京冬奧會，指有關政客把奧運會政治化。[448]
- 國家主席習近平在北京以視頻方式出席中非合作論壇第八屆部長級會議，承諾再向中非提供10億劑2019冠狀病毒病疫苗。[449]
- 江西省人大常委會副主任龔建華涉嫌嚴重違紀違法，主動投案，接受紀律審查和監察調查。[450]
- 最高人民檢察院召開記者會，指出開設賭場犯罪愈發頻繁，危及國家經濟安全，表示要精準適用法律、從嚴懲治相關犯罪。[451]
- 中國媒體觀察者網發表評論，指日前被批准逮捕的澳門太陽城集團主席周焯華是靠「愛國」洗白自己的黑社會。[452][453]
- 曾經與周焯華旗下公司太陽娛樂文化合作的博納影業發布聲明，稱該公司並未實際參投《湄公河行動》《紅海行動》。[454]
- 地產開發商花樣年在香港交易所停牌，同日有報導指花樣年子公司已分別轉讓22.5%股權。[455][456][457][458]
- 房地產企業華夏幸福因逾19億元債務違約收到仲裁通知，公司累計未能如期償還債務本息合計超過1013億元。[459]
- 黑龍江省佳木斯市一名女公務員因毆打79歲母親，被行政拘留15日，當地紀檢部門立案調查。[460]
- 河南多地凌晨時分目擊不明物體劃過天空，伴有白光及巨大聲響，當地天文專家表示極有可能是火流星。[461]

## 11月30日
- 據路透社及外國媒體援引河南省政府一份招標文件 （页面存档备份，存于）指出，該省公安廳正在建造一套客制化的監視系統，以用於監測記者及其他「可疑人士」。[462][463][464]

- 國務院辦公廳發布關於全面加強新時代語言文字工作的意見。[465]
- 國際人權組織「保護衛士」公布報告 （页面存档备份，存于）指，自2016年至2019年共有600多起台灣國民在海外被強制引渡或遣返中國的案件。[466][467]
- 針對河南新乡封丘縣学生呕吐腹泻事件，涉事送餐公司2名负责人因涉嫌生产、销售不符合安全标准食品罪，被刑事拘留。[468]
- 福建省在福州、廈門、漳州、寧德四地舉行「大面積停電事件應急演練」。[469]
- 中國外交部批評澳洲國防部長涉華言論有損地區和平穩定，表示堅決反對。[470][471]
- 四川宜賓一名村民因持鋼棍和水泥塊襲警，被警員連開7槍擊斃。[472]
- 21時53分，西藏那曲市雙湖縣發生5.8級地震，震源深度10千米。[473]